# Personalna župnija
Personalna župnija je vrsta župnije Rimskokatoliške cerkve, ki ni omejena na nek teritorij in je po navadi podrejena neposredno škofiji oziroma metropoliji. 
V skladu s kanonskim pravom (Zakonik cerkvenega prava, kan. 518), je po splošnem pravilu župnija ozemeljska (teritorialna) in obsega vse vernike določenega ozemlja. 
Kjer je to koristno, se ustanovijo osebne (personalne) župnije, glede na obred, jezik, narodnost vernikov kakega ozemlja in take, ki so določene tudi pod drugim vidikom.
Personalna župnija tako lahko obsega posamezne skupnosti ali določene skupne ustanove na področju države. S tem namenom je v Sloveniji ustanovljena Bolniška župnija, ki opravlja versko oskrbo pacientov in zaposlenih v bolnišnicah in drugih zdravstvenih ustanovah v Sloveniji.